# Ivan Platchkov
Ivan Vassyliovytch Plachkov (en ukrainien : Іван Васильович Плачков), né le 23 novembre 1957 à Krynytchne (raïon de Bolhrad, oblast d'Odessa, RSS d'Ukraine, URSS) est un homme politique ukrainien d'origine bulgare. Platchkov a été ministre ukrainien de l'Énergie en 1999 dans le gouvernement Poustovoïtenko puis ministre ukrainien du Pétrole et de l'Énergie en 2005-2006 dans les gouvernements Tymochenko I et Iekhanourov.

## Activité politique
En 2021, il a fait une analyse du secteur énergétique ukrainien, appelant à une révision de la politique de régulation du marché de l'électricité, soulignant qu'au seuil de la sécurité énergétique se trouve le « cheval de Troie », rempli d'électricité bon marché en provenance de Russie et de Biélorussie. En particulier, il a été souligné que le secteur de l'énergie est dans un état de réglementation analphabète, l'inaction, a publié une brève vision de surmonter la crise[pas clair],.